# Villarlurin
Villarlurin era una comuna francesa situada en el departamento de Saboya, de la región de Auvernia-Ródano-Alpes, que el 1 de enero de 2016 pasó a ser una comuna delegada de la comuna nueva de Les Belleville al fusionarse con la comuna de Saint-Martin-de-Belleville.

## Demografía
| Gráfica de evolución demográfica de Villarlurin entre 1800 y 2013 |
|                                                                   |

Los datos demográficos contemplados en este gráfico de la comuna de Villarlurin se han cogido de 1800 a 1999 de la página francesa EHESS/Cassini, y los demás datos de la página del INSEE.